# Гимназия № 8 (Минск)
Гимназия № 8 — гимназия с гуманитарным уклоном. Создана на базе средней школы № 20 (имени Петра Куприянова), открытой в 1952 году. С 1970 года школа перешла на углубленное изучение французского языка; сегодня является гимназией филологической направленности; помимо французского изучался английский язык. Обучение в гимназии ведётся на русском языке. В структуру гимназии входят прогимназия (1—4 классы) и гимназические классы первой (5—9 классы) и второй (10—11 классы) ступеней. Ассоциированная школа ЮНЕСКО; поддерживает связь с лицеем имени А. де С. Экзюпери в городе Лионе Франции и активно сотрудничает с посольством Франции. Согласно положению Совета Министров РБ о гимназиях учебное заведение является образовательно-культурным центром, осуществляющим разработку и практическую проверку нового содержания и форм обучения, а также воспитания.

## История гимназии
Гимназия создана на базе средней школы № 20, открытой в 1952 году. С 1970 года школа перешла на углубленное изучение французского языка.
Гимназия № 8 открыта решением исполкома Минского городского Совета народных депутатов (№ 78 от 5 апреля 1991 года), аттестована государственной инспекцией образовательных учреждений Министерства образования и науки Республики Беларусь (№ 380 от 30 декабря 1997 года с поощрением). В декабре 2006 года гимназия успешно прошла аккредитацию (приказ от 23 декабря 2007 года № 12 департамента контроля качества образования Министерства образования Республики Беларусь). Сертификат выдан Государственному учреждению образования «Гимназия № 8 г. Минска» в соответствии с приказом Министерства образования Республики Беларусь от 17 мая 2007 года № 288. ГУО «Гимназия № 8 г. Минска» аккредитована на соответствие типу гимназия.
Гимназия имеет свой герб, гимн и устав, а также гербовую печать, фирменный бланк и штамп.

## Учебная база
Гимназия насчитывает 41 учебный кабинет, 3 компьютерных класса. В гимназии имеются 2 спортивных зала, большой и малый, 1 актовый зал, библиотека, бомбоубежище, 8 кабинетов французского языка (с лингафонным кабинетом), работают кабинет психолога, кабинет воспитательной работы, имеется столовая, медицинский кабинет. Раньше в школе так же имелся стрелковый тир. 

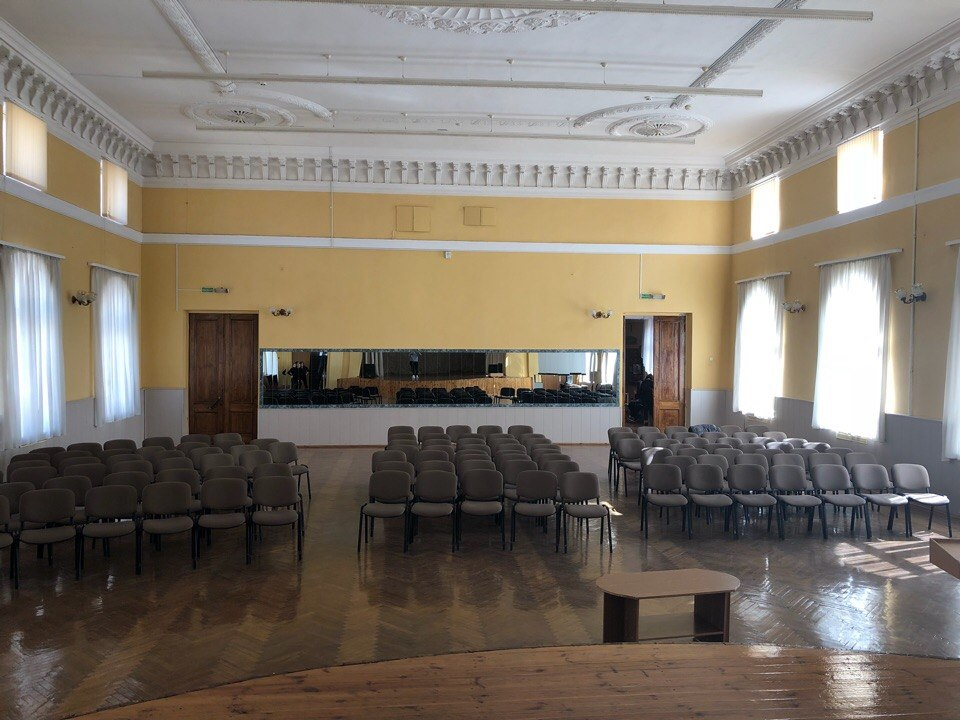
Актовый зал Гимназия № 8

Образовательный процесс обучения в гимназии ведётся на русском языке. Структура гимназии состоит из прогимназии (1—4 классы) и гимназических классов первой (5-9 классы) и второй (10—11 классы) ступеней. Приём в 1-й класс прогимназии осуществляется на основании результатов психолого-педагогического тестирования. Приём в 5-й класс гимназии проводится на конкурсной основе по результатам экзаменов.
Со второго класса изучается французский на углубленном уровне.
Кроме этого, для гуманитарного развития учащихся, в гимназии введён общеэстетический уклон, который включает в себя курса начальное музыкальное образование. В предметы курса начального музыкального образования входят (на выбор) слушание музыки, хоровой класс, обучение игре на музыкальных инструментах.
Заявленной главной целью гимназии является: воспитание интеллектуальной, высококультурной, профессионально сориентированной личности, широкая гуманитарная и общекультурная подготовка учащихся.

## Связи и сотрудничество
Гимназия активно сотрудничает с Посольством Франции, ещё будучи школой, входило в «Общество дружбы». Участвует в работе международных экологических организаций.
Гимназия является ассоциированной школой клубов ЮНЕСКО. К преподаванию спецкурсов и профильных дисциплин привлечены специалисты высшей школы. Установлены тесные связи гимназии с МГЛУ, БНТУ, БАИ. Гимназия поддерживает связь с лицеем имени А. де С. Экзюпери в городе Лионе Франции. Ежегодно осуществляется обмен группами учащихся.
При гимназии созданы общественные первичные детские и молодёжные организации: Белорусская Республиканская пионерская организация (БРПО) и Белорусский республиканский союз молодёжи (БРСМ).

## Ансамбль французской песни «Каравелла» на базе гимназии

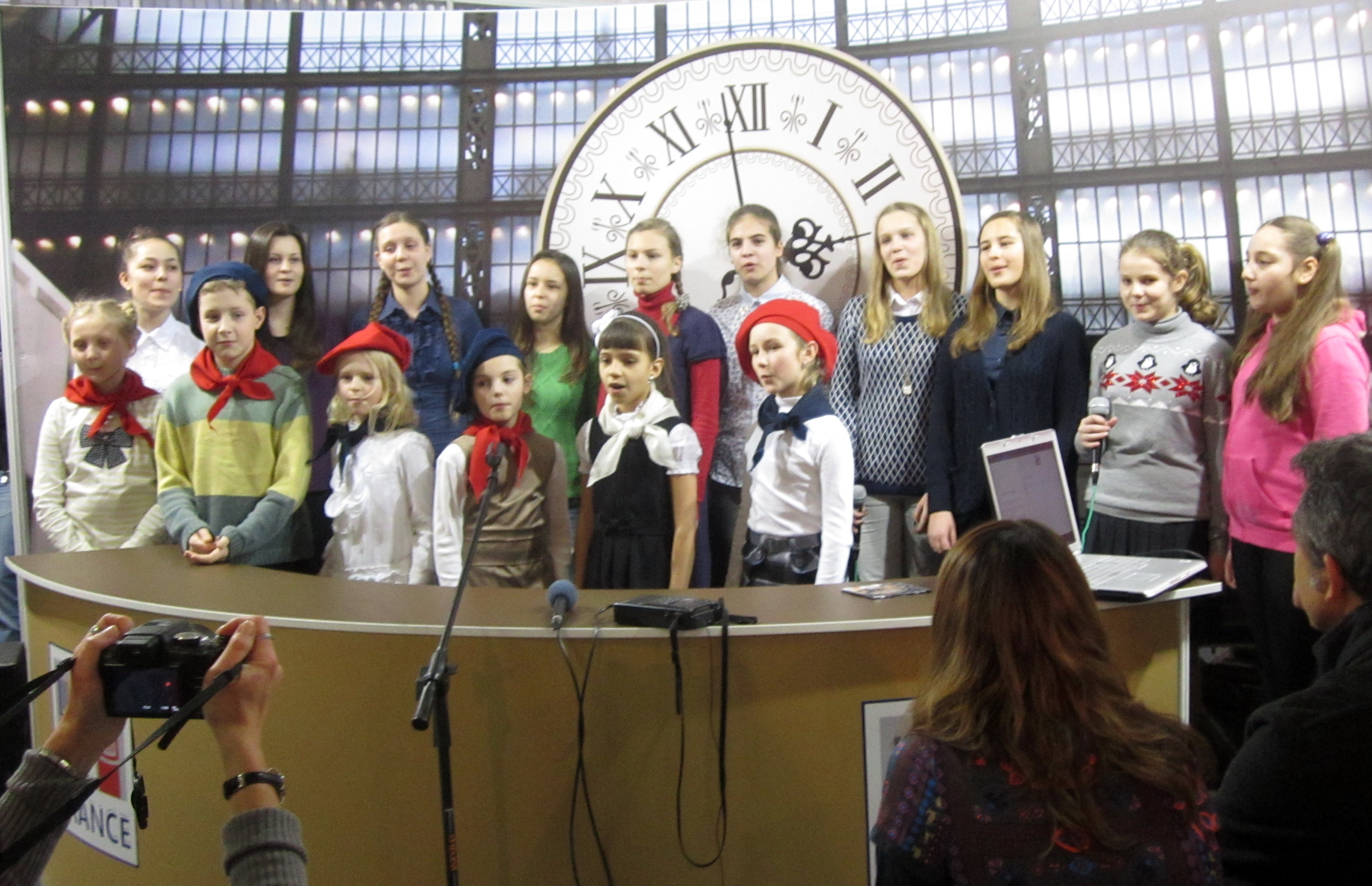
Выступление ансамбля «Каравелла» на XX Международной книжной выставке. Минск, 2013

Ансамбль французской песни «Каравелла», студия эстрадной песни под руководством Агаджанян Г.В и Станкевич Е.В. В ансамбле принимают участие ученикики 1 — 11 классов совместно с педагогами гимназии № 8. Ансамбль «Каравелла» — постоянный участник международной акции «Франкофония» и лауреат гала-концертов в МГЛУ, представляет Республику Беларусь на международных фестивалях и конкурсах.
В 2009 году ансамбль победил во 2-м ежегодном школьном конкурсе в области музыки и танца «School life. Music awards 2009», который проводится под патронатом Мингорисполкома. Ансамбль «Каравелла» выиграл номинацию «Лучший вокальный ансамбль». Ансамбль принимает участие в различных творческих мероприятиях. Так, в октябре 2012 года ансамбль открывал музыкальный вечер французской песни в Национальном художественном музее Республики Беларусь, в феврале 2013 года — выступал на юбилейной XX Международной книжной выставке (Минск), на французском стэнде. Ансамбль — участник V открытого конкурса детского и юношеского творчества «Золотая лира — 2012».

## Танцевальный коллектив «Белорусочка» на базе гимназии
В начале 1990-х при гуманитарной гимназии № 8 г. Минска был создан детский образцовый ансамбль народного танца «Белорусочка». Его разнообразный репертуар состоит от народных танцев мира до хип-хопа; основа репертуара — белорусские национальные танцы. Ансамбль выступал на самых престижных сценах Республики Беларусь: во Дворце Республики, Дворце спорта, концертном зале «Минск», Белгосфилармонии.

## Фотогалерея

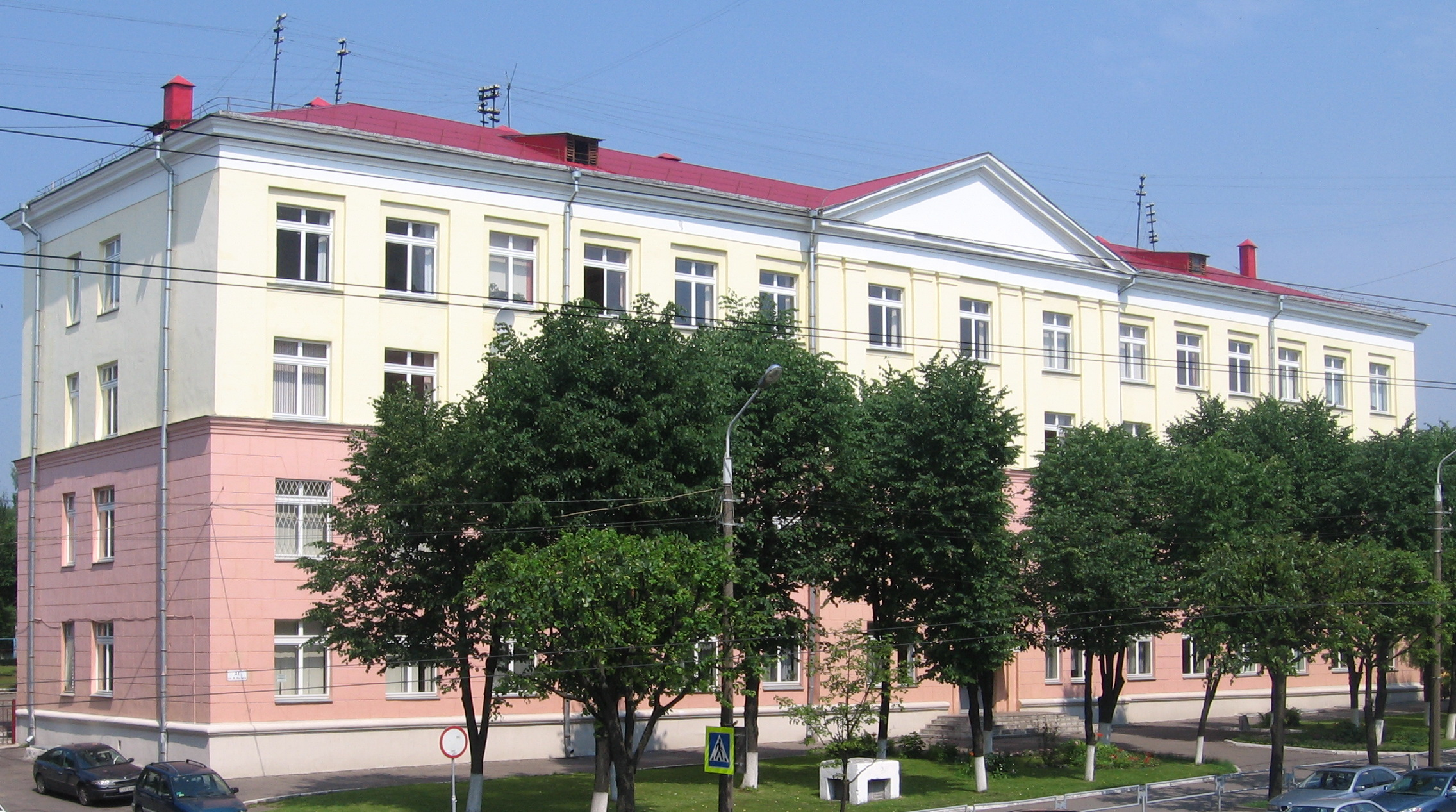
Здание гимназии
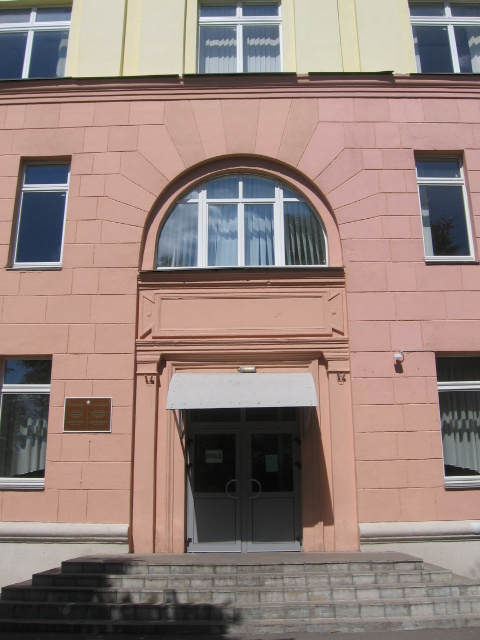
Главный вход
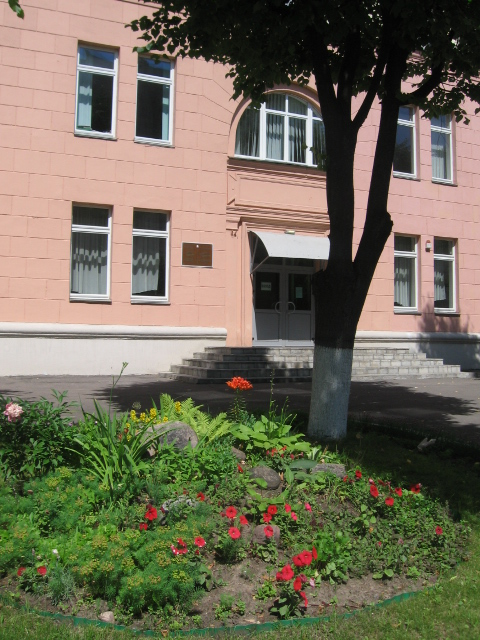
Цветочная клумба перед гимназией
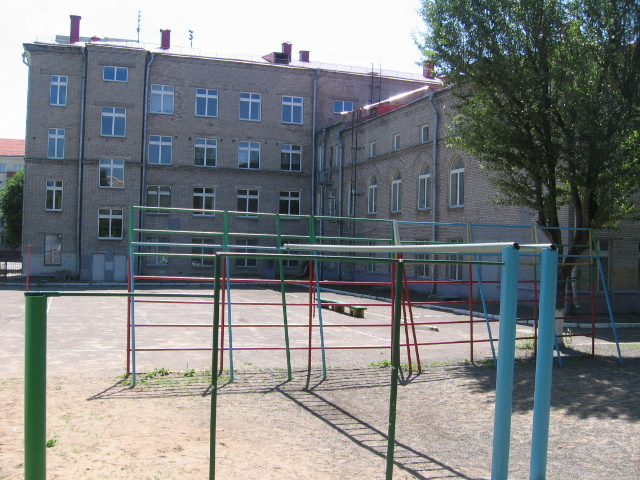
Двор гимназии до ремонта фасада (2010)
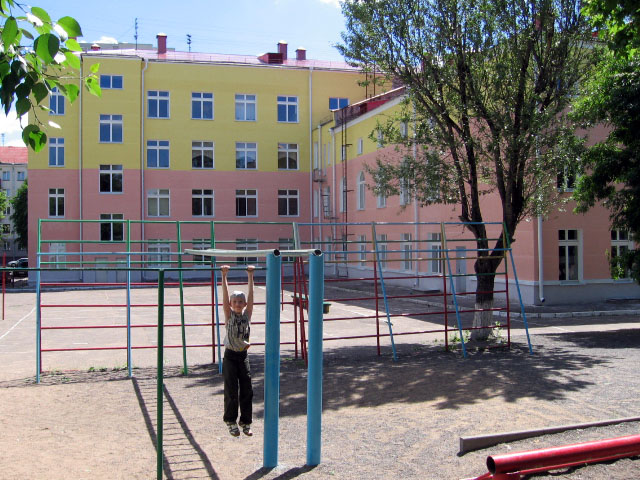
Двор гимназии после ремонта фасада (2011)
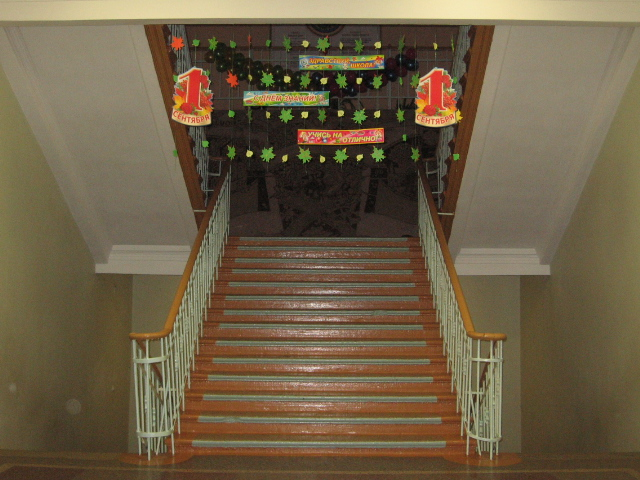
Центральная лестница, украшенная к 1 сентября
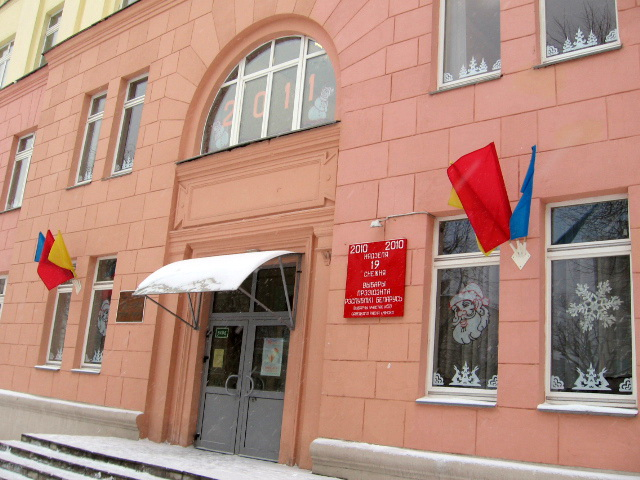
Главный вход в день выборов Президента РБ (19.12.2010)
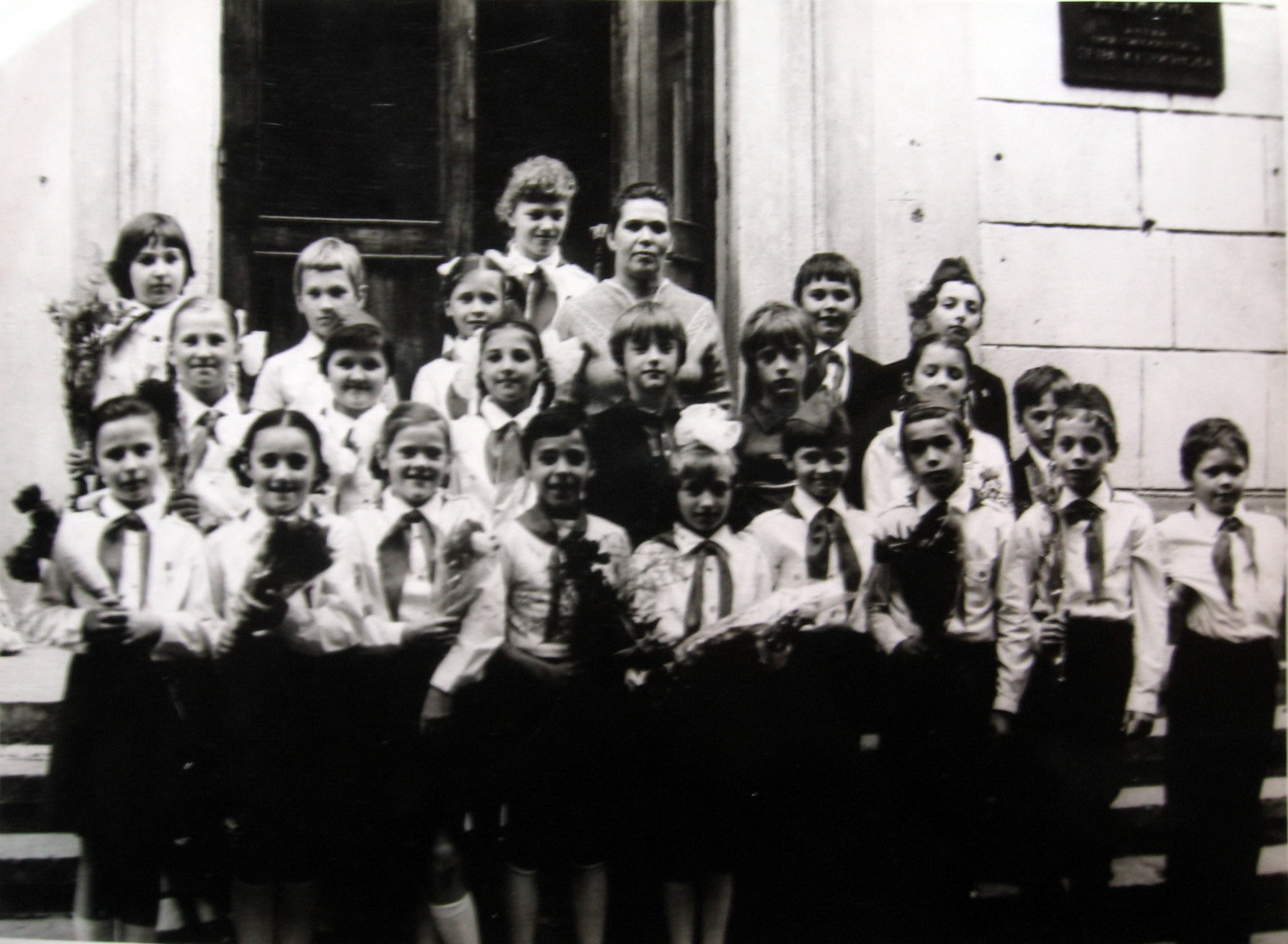
1984 г. Главный вход. Видна табличка (уже нет) — «школа им. Петра Куприянова»
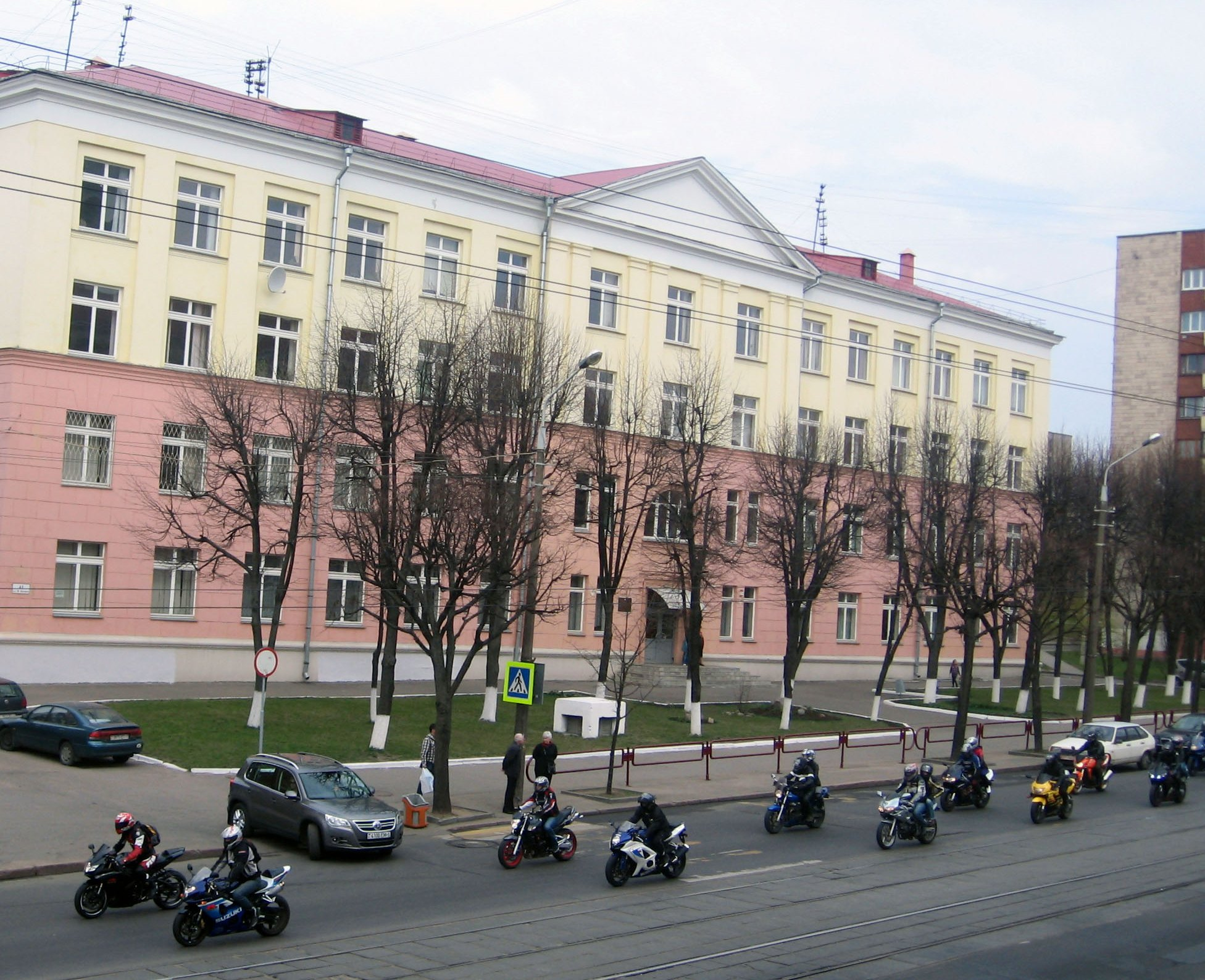
Колонна мотоциклов проездом мимо гимназии, в день открытия мотосезона 2011 (23.04.2011)
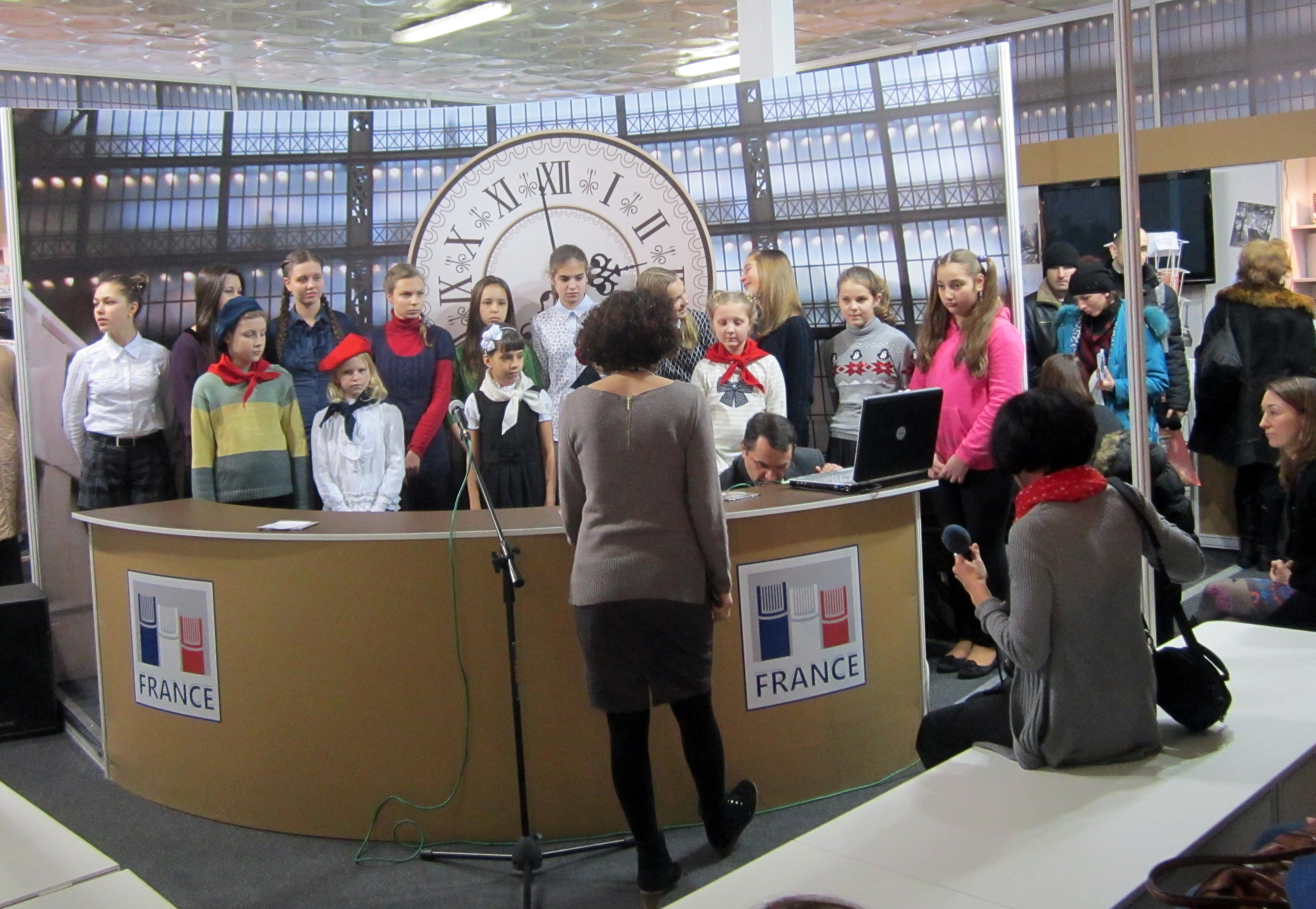
Выступление ансамбля «Каравелла» на XX Международной книжной выставке (Минск, 02.09.2013)